# Alfred North Whitehead
Alfred North Whitehead (ur. 15 lutego 1861 w Ramsgate, zm. 30 grudnia 1947 w Cambridge w stanie Massachusetts) – angielski uczony: filozof, matematyk i fizyk teoretyczny. Laureat Medalu Sylvestera za rok 1925.

## Życiorys
Był najmłodszym z czworga dzieci anglikańskiego duchownego Alfreda Whiteheada. Ukończył Trinity College na Uniwersytecie Cambridge, następnie został profesorem tego uniwersytetu.
Współpracował z Bertrandem Russellem przy dziele Principia Mathematica (1910-1913). Jest twórcą tzw. filozofii organizmu oraz prekursorem, rozwijanego głównie w Stanach Zjednoczonych, nurtu współczesnej filozofii procesu. Począwszy od problemów logiki i matematyki, zakres naukowych zainteresowań Whiteheada rozszerzał się w kierunku epistemologicznych i metodologicznych podstaw nauki, by ostatecznie objąć swym zasięgiem najbardziej ogólne zagadnienia z dziedziny filozofii spekulatywnej.

## Poglądy
Process and Reality (1929) zawierające Wykłady im. Gifforda prezentuje jego metafizykę, która została przedstawiona w sposób niebywale uporządkowany. Wydaje się, że ambicją Whiteheada było zebranie w jedną syntezę wszystkich głównych filozofii i religii ludzkości. W tym celu stworzył szczególną koncepcję Boga, odrzucając dotychczasowe koncepcje, które sprowadził do trzech pojęć:
- wszechmocny władca,
- bezlitosny twórca reguł pierwszych,
- motor pierwszy.

Opowiedział się za ideą Boga-miłości.

## Publikacje
Whitehead opublikował co najmniej kilkanaście książek. Z wczesnego, matematycznego okresu pochodzą między innymi:
- 1898: A Treatise on Universal Algebra,
- 1906: On Mathematical Concepts of the Material World.

Drugi etap wyznaczają:
- 1917: The Organisation of Thought,
- 1919: An Enquiry Concerning the Principles of Natural Knowledge,
- 1920: The Concept of Nature,
- 1922: The Principle of Relativity.

Na ostatni okres składają się:
- 1925: Science and the Modern World,
  - Nauka i świat współczesny, wyd. PAX: Warszawa, 1988,
  - Nauka i świat nowożytny, wyd. Znak: Kraków, 1987,
- 1926: Religion in the Making,
  - Religia w tworzeniu, wyd. Znak: Kraków, 1997,
- 1927: Symbolism, its Meaning and Effect,
- 1929: Process and Reality – dzieło uznane za najważniejsze w dorobku Whiteheada, stanowiące najpełniejszy wykład kosmologii organicystycznej,
  - Proces i rzeczywistość. Esej kosmologiczny, wyd. Marek Derewiecki: Kęty, 2021,
- 1929: The Function of Reason,
- 1933: Adventures of Ideas,
  - Przygody idei, wyd. PWN: Warszawa, 2020,
- 1938: Modes of Thought.